# Gregor Židan
Gregor Židan (Ljubljana, 5 oktober 1965) is een voormalig profvoetballer uit Slovenië. Hij speelde als middenvelder bij onder meer NK Olimpija en NK Maribor.

## Interlandcarrière
Onder leiding van bondscoach Bojan Prašnikar maakte Židan zijn debuut voor het Sloveens voetbalelftal op 18 november 1992 in de vriendschappelijke wedstrijd tegen Cyprus (1-1). Dat was de eerste officiële interland van de voormalige Joegoslavische deelrepubliek sinds de onafhankelijkheid. Hij kreeg in dat duel een gele kaart van scheidsrechter Loizos Loizou. Židan speelde in totaal 19 interlands voor zijn vaderland, nadat hij in 1990 ook eenmaal was uitgekomen voor Kroatië. Maar die wedstrijd, op 17 oktober 1990 tegen de Verenigde Staten, is niet erkend door de FIFA omdat Kroatië op dat moment formeel nog deel uitmaakte van Joegoslavië.

## Erelijst
NK Maribor
- Sloveens landskampioen

1997, 1998, 1999, 2000, 2001
- Beker van Slovenië

1994, 1997, 1999